# Automateld
Automateld eller automatisk eld innebär att ett automatvapen avfyras så att flera skott avlossas i följd så länge skytten håller avtryckaren intryckt och det finns ammunitionstillförsel, utan att det krävs någon omladdning eller annan repetitionsrörelse mellan skotten från skytten. Jämför med patronvis eld som innebär att vapnet skjuter ett skott i taget genom repetitionsrörelser, exempelvis per avtryckning (halvautomatisk eld), inledande repetering såsom mantelrörelse, bygelrörelse, pumprörelse, hakning, etc (repetereld) eller full omladdning (enkeleld). Det finns även salveld där vapnet skjuter en bestämd eldskur automateld per avtryckning (2 till 4 skott).
Med vapen som kan skjuta både automateld och patronvis eld används automateld på korta avstånd och patronvis eld på längre avstånd.